# 区域经济学
区域经济学（Regional Economics），也称地区经济学。是经济学与地理学交叉而形成的应用经济学科。空间经济学一词常作为区域经济学的同义词。当区域经济学的课题特别涉及到城镇时，则使用城市经济学一词。区域经济学是从经济学角度研究区域经济发展与区域关系协调的科学。
其与区位理论既有联系，也存在区别。

## 研究对象
- 区域经济的发展和演变(特别是生产力的空间布局及其发展变化)
- 区域经济关系的发展和变化(各地区发展上公平与效率的关系、区域分工与技术协作、区域关系与区际关系调整)
- 国家层面上多层次经济区域体系，发挥各区域优势，实现资源优化配置，寻找使整体经济效益达到最优路径。
- 研究区域经济增长、产业结构转换、区域政策和效应。
- 研究区域经济分析工具，融汇相关学科的科技手段与成果，开拓区域经济学研究领域，完善学科理论。[2]

## 在中国的发展
区域经济学是二战后在世界上新兴起来的一门学科。改革开放以后，区域经济学作为一门独立的学科在中国大陆出现，属于二级学科，是经济学的重要分支。尽管国内该学科起步较晚，但是为满足经济发展的需求，它的发展很快，形成了若干研究中心。中国科学院地理研究所经济地理学部，以吴传钧、陆大道等为代表，主要研究成果体现在国土整治、区域开发等方面。中国人民大学区域与城市经济研究所是最早以“区域经济”命名的科研与教学机构，以刘再兴、周其业等为代表，对生产力宏观布局、区域规划、经济区域、投资环境等方面的研究做了大量工作，编写了一批优秀的区域经济学教材。中国科学院工业经济研究所以陈栋生等为代表的区域经济专家，对生产力宏观布局、区域之间经济关系等方面成绩卓著。除了这些中心以外，一些高校组建的学科点，以及此后组建的全国区域科学学会，推动了区域经济学科的发展。

## 主要刊物
- 《Regional Science and Urban Economics》
- 《Journal of Urban Economics》
- 《Journal of Asian Economics》
- 《经济研究》
- 《经济地理》